# Fritz Schopohl
Fritz Schopohl (* 22. Mai 1879 in Anreppen, Kreis Büren als Friedrich Anton Schopohl; † 29. Oktober 1948 in Berlin-Schmargendorf) war ein deutscher Architekt.

## Leben
Fritz Schopohl wurde am 22. Mai 1879 in der kleinen westfälischen Ortschaft Anreppen im damaligen Kreis Büren geboren. Seine Eltern waren der Lehrer Joseph Schopohl und dessen Ehefrau Antonia Woestmann. Er wuchs mit mehreren Geschwistern auf, von denen einige später gemeinsam mit ihm in Berlin lebten.
Wo Fritz Schopohl seine Ausbildung zum Architekten absolvierte, ist nicht dokumentiert. Zeitweise war er Mitarbeiter im Büro des renommierten Architekten Alfred Messel.
Er war Mitglied im Deutschen Werkbund (DWB) und im Bund Deutscher Architekten (BDA). Von 1928 bis 1935 leitete er die Architekturklasse an der Berliner Kunstgewerbeschule. In seiner Sterbeurkunde von 1948 ist als Beruf „Professor“ vermerkt.

„Im Gegensatz zu vielen seiner Zeitgenossen gelang es ihm in der Zeit des Nationalsozialismus, eine eigenständige Architektursprache zu entwickeln, die ohne die üblichen traditionalistischen oder heimattümelnden Stilmerkmale auskam.“

Fritz Schopohl blieb unverheiratet. Er starb am 29. Oktober 1948 im Alter von 69 Jahren in seiner Wohnung in Berlin-Schmargendorf (damals Bezirk Wilmersdorf), wo er in einem Haushalt mit seinen ebenfalls ledigen jüngeren Schwestern lebte.

## Werk

### Überblick

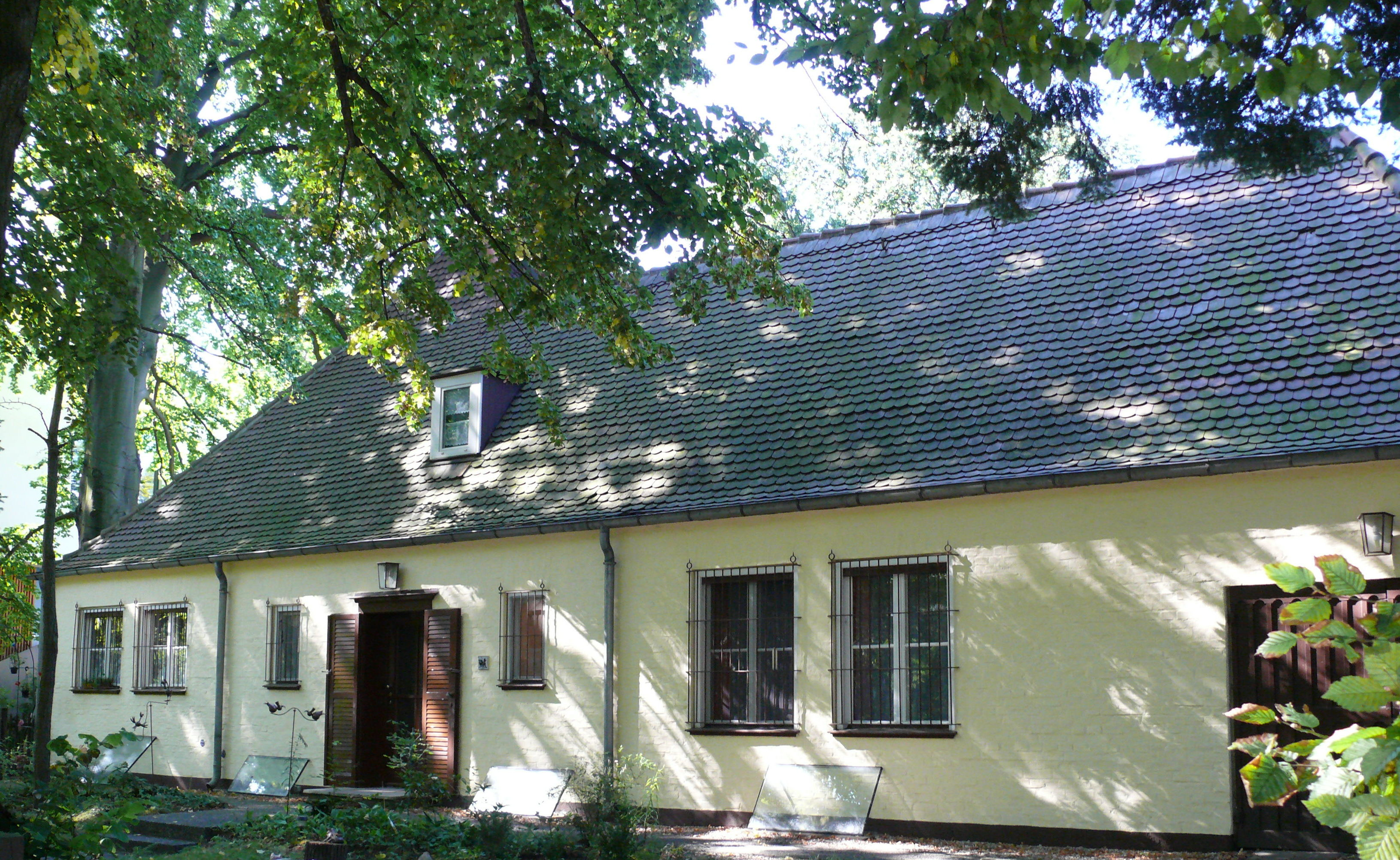
Landhaus A., Lichterfelde Marienplatz 8

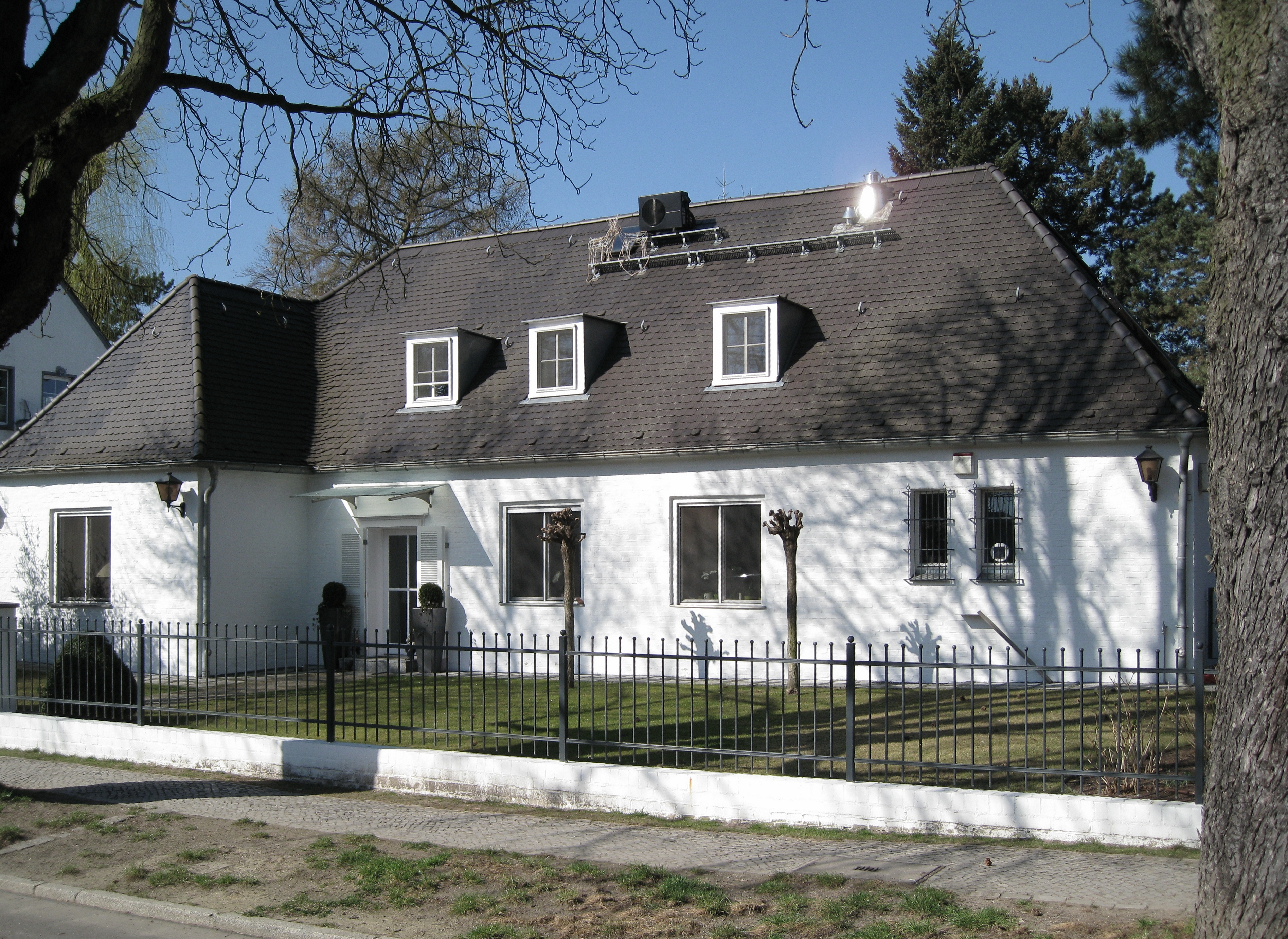
Wohnhaus Dr. Krause, Löhleinstraße 21 Berlin-Dahlem

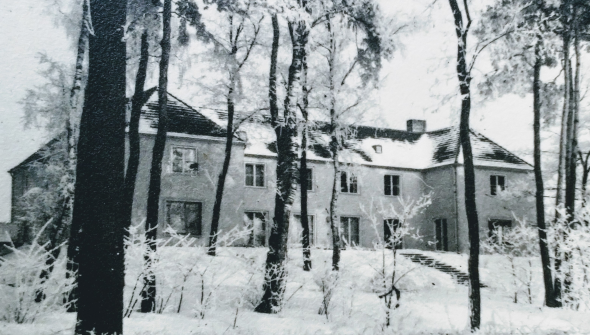
Landhaus Vogelsberg in Neusalz/Nowa Sól, Polen

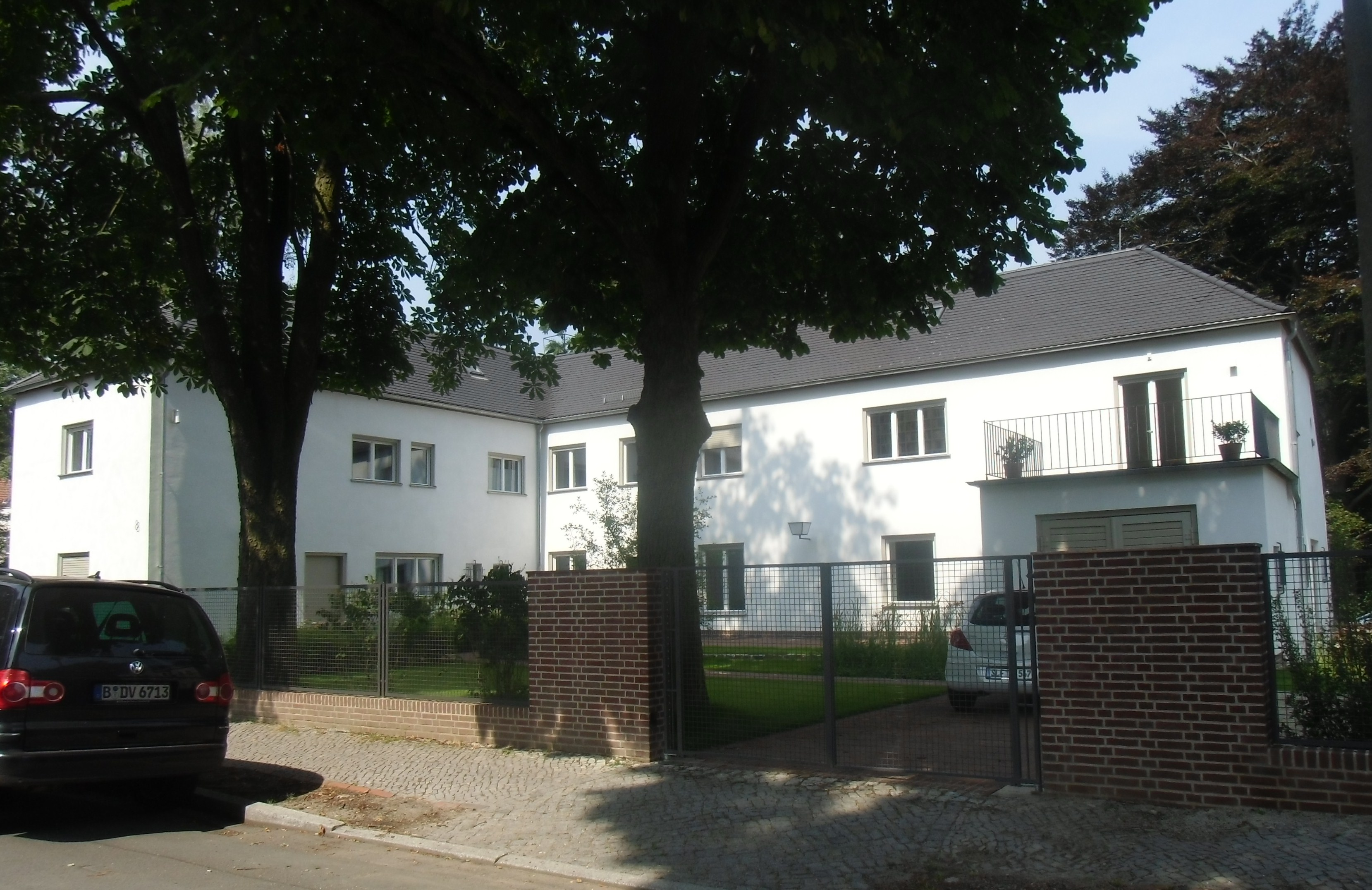
Landhaus Westrick (Finkenhof) in Potsdam, Stubenrauchstraße 8

Zwischen 1910 und 1939 errichtete Schopohl vor allem Wohnhäuser in sachlich schmuckloser Formensprache. Er kann der konservativen Moderne (vgl. Paul Schmitthenner, Heinrich Tessenow, Paul Bonatz) zugerechnet werden.
Schopohls Bauten zeichneten sich durch den Gestus der Bescheidenheit, handwerkliche Solidität und ein traditionelles Erscheinungsbild aus. An vielen Bauten ist weiß geschlämmtes Mauerwerk aks Schopohls Markenzeichen erkennbar und als Weiteres die Planung von Dachtürmchen für Schlafräume in oberen Stockwerken. Sein größter Auftrag war der Wiederaufbau der 1914 zerstörten Stadt Goldap in Ostpreußen in den Jahren 1916 bis 1921.

### Bauten und Entwürfe (Auswahl)
- 1910: Wettbewerbsentwurf für ein Bismarck-Nationaldenkmal auf der Elisenhöhe bei Bingerbrück (gemeinsam mit dem Bildhauer Paul Oesten; nicht prämiert)[7]
- 1915–1923: Leitung des Wiederaufbaues von Goldap (Ostpreußen)
- 1916: Kreishaus und Kreisbank, sowie Geschäftshäuser Jahnke und Liebegut in Goldap
- 1917: Gutshaus in Jagotschen (nach 1945: Jagoczany Małe) bei Goldap
- um 1920: Innenraumgestaltung im Reckendorf-Haus in Berlin-Kreuzberg, Hedemannstraße 24 (mit Ludwig Hilberseimer und Lucian Bernhard)
- 1921–1922: Einfamilien-Doppelhäuser in Bochumer Stadtteil Stiepel, Am Vormbrock[8]
- 1921–1924: Erweiterung der Gartenstadt Hüttenau in Hattingen (Wohnbebauung mit Schulen, Volkshaus, Sportplatz)
- vor 1925: Haus Dr. Karl Berthold Benecke in Berlin-Dahlem, Starstraße 12.[9]
- 1927: Doppelhäuser in Berlin-Schmargendorf, Weinheimer Str. 17/18
- 1928: sechs Reihenhäuser in der Siedlung am Fischtalgrund (Gagfah-Siedlung) in Berlin-Zehlendorf
- vor 1930: Ferien- und Jagdhaus für den Reichsschatzminister a. D. Heinrich Albert, Zootzen bei Friesack, Brandstelle 1[10]
- 1932 Landhaus Westrick (auch: Landhaus Wegener, Der Finkenhof) in Potsdam, Stubenrauchstraße 8 (Denkmalliste Brandenburg)[11]
- 1932–1933: Wohnhaus für Dr. Wilhelm Fehling in Berlin-Zehlendorf, Spanische Allee 90
- 1934: Entwurf zum Umbau der Kriegsschule in Potsdam, Am Havelblick 8 (nicht ausgeführt)
- 1934–1935: Wohnhaus für Dr. Oskar Krause in Berlin-Dahlem, Löhleinstraße 21[12]
- 1934–1935: Wohnhaus für Anna Busse in Berlin-Schmargendorf, Warnemünder Straße 25a[9]
- 1935: Landhaus Vogelsberg auf einem Höhenzug oberhalb der Oder für Landrat a. D. Albrecht v. Treskow in Neusalz, Breslauer Straße (Wyzwolenia Wrocławska)
- 1936: eigenes Wohnhaus in Berlin-Schmargendorf, Warnemünder Straße 25 / Selchowstraße 14
- 1935: Umbau der Kriegsschule in Potsdam (1899–1902 von Franz Schwechten) zum Reichsheeresarchiv, Am Havelblick
- 1936: Landhaus Leitzmann in Potsdam, Stubenrauchstraße 21[11]
- 1936: Wohnhaus für den Physiker Karl Rottgardt in Berlin-Dahlem, Van’t-Hoff-Straße 15, Ecke Hittorfstraße[13]
- 1937 f.: mehrere Einfamilienhäuser in Potsdam, Nowawes-Allee, An der Sternwarte
- um 1938: Haus eines Künstlerehepaars in Berlin-Zehlendorf
- vor 1938: Haus Knoll in Berlin-Charlottenburg[9]
- vor 1938: Haus Dr. Krienitz in Berlin-Dahlem, Im Dol 63[9]
- vor 1938: Haus Dr. Noak in Berlin-Dahlem[9]
- um 1939: mehrere Wohnhäuser in Berlin-Schmargendorf, Davoser Straße, Weinheimer Straße
- 1938–1939: Doppelwohnhaus in Berlin-Frohnau, Horandweg 5/7[14][4]
- 1938–1939: Landhaus Andrews für den Verleger E. Andrews (Verlag Andrews&Steiner) in Berlin-Lichterfelde, Marienplatz 8[15]
- 1941–1943: Entwürfe für die Gefolgschaftssiedlung Drewitz in Potsdam (mit Paul Schmitthenner und Heinrich Tessenow; nicht ausgeführt)